# Бабей, Пётр Павлович
Пётр Павлович Бабей (род. 15 февраля 1945, Йодчики, Брестская область) — мастер спорта СССР по вольной борьбе, заслуженный тренер Республики Беларусь. Первый тренер Марии Мамошук — серебряного призера Олимпийских Игр в Рио-де-Жанейро по вольной борьбе.

## Биография
Пётр Бабей родился 15 февраля 1945 года. Становился призером международных и всесоюзных соревнований по вольной борьбе. Работал тренером-преподавателем по вольной борьбе учреждения СДЮШОР ПОП ЗАО «Гомельский вагоностроительный завод».
Воспитал неоднократного победителя международных соревнований и мастера спорта международного класса по вольной борьбе Николая Кондратенко, мастера спорта международного класса и участника Олимпийских игр в Сиднее и Атланте Александра Гузова, мастера спорта международного класса и чемпиона мира 1995 года Николая Савина. Среди его учеников — 50 мастеров спорта. Стал первым тренером Марии Мамошук — бронзового призера Европейских игр и серебряного призера Летних Олимпийских Игр 2016.
Пётр Павлович Бабей искал учеников для занятий в секции по вольной борьбе в средней школе посёлка Зябровка, в которой училась Мария Мамошук, и в соседнем посёлке Климовка. Спортсменка стала у него заниматься в возрасте 12 лет.
Петру Бабею вручена Благодарность областного объединения профсоюзов «За многолетний добросовестный труд по развитию и популяризации профсоюзного спорта».
Бабей Пётр Павлович входил в десятку лучших тренеров Гомельской области в 2015 году.